# هولدا
هولدا (بالآيسلندية: Hulda)‏ هي كاتِبة وشاعرة آيسلندية، ولدت في 1881 في Þingeyjarsveit ‏ في آيسلندا، وتوفيت في 1946.